# Broadway, Manhattan
För teaterdistriktet, se Broadway (teaterdistrikt).

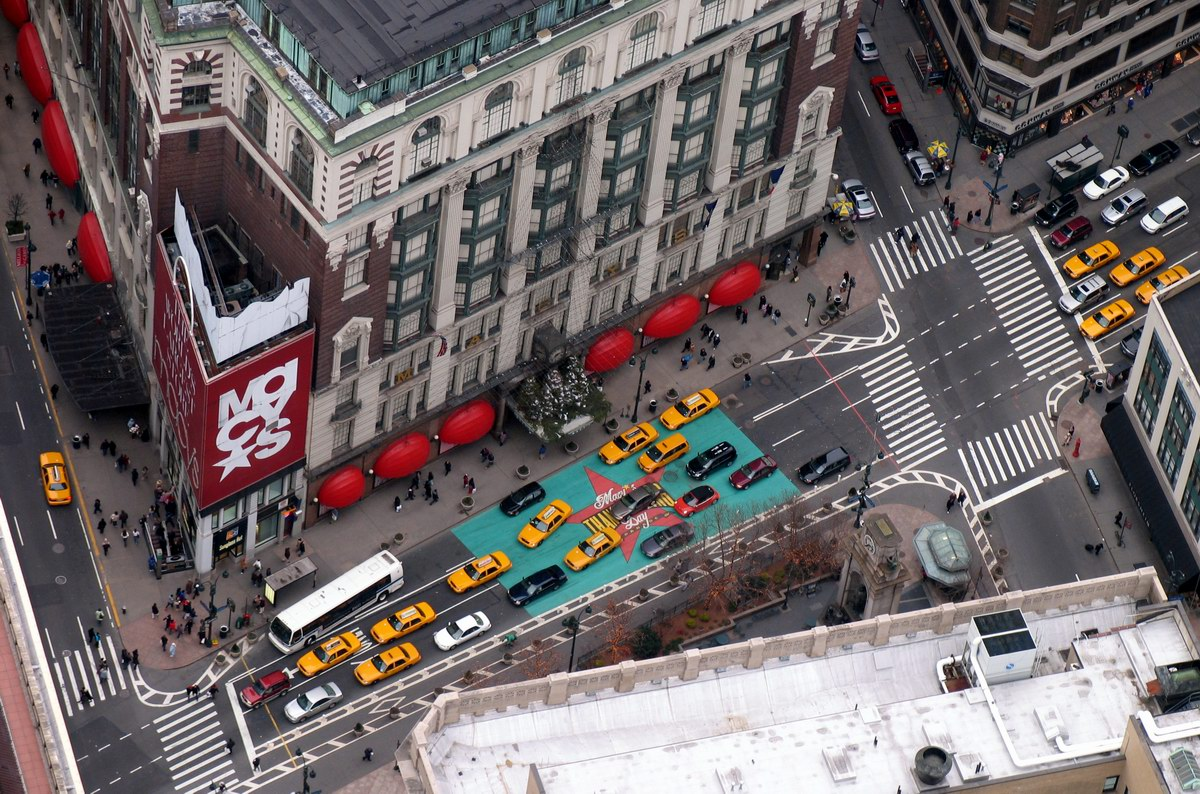
Broadway vid Herald Square och varuhuset Macy's

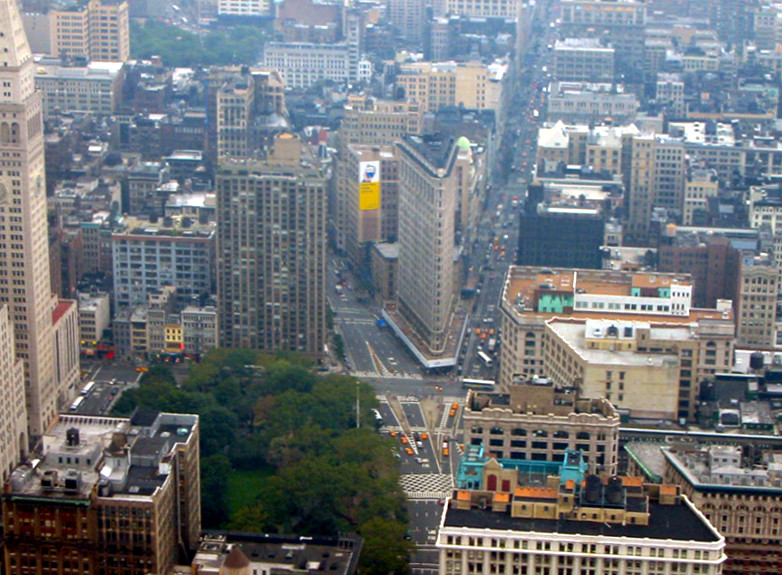
Madison Square med Flatiron Building och Madison Square Park, överblickar söderut.

Broadway är en av Manhattans största gator, i de centrala delarna av staden New York, USA, och utgör en viktig nord-sydlig genomfartsgata och affärsgata. Den är framförallt känd för de teater- och nöjeskvarter som ligger omkring de centrala delarna av gatan vid Times Square.

## Sträckning över Manhattan
Broadway (bokstavligen: "breda vägen") sträcker sig från Battery Park vid Manhattans södra ände och fortsätter norrut parallellt med Hudsonfloden. På södra Manhattan bosatte sig som första européer nederländare i kolonin Nieuw Amsterdam och de skapade den stora landsvägen Broadway norrut från den då blygsamma staden vid Manhattans södra udde. Manhattans ursprungsbefolkning kallade vägen för Wickquasgeck och använde den för kontakter med nybyggarna. Möjligen fanns redan en stig här när den holländska bosättningen skapades. Först på 1800-talet bebyggdes större delen av Manhattan med dagens regelbundna gatunät, men Broadway behölls med sin gamla sträckning. Den är därför ett undantag från det sedvanliga rätvinkliga gatusystemet som annars karakteriserar Manhattan.

### Lower Manhattan
Från Battery Park löper Broadway norrut genom Finansdistriktet, förbi Bowling Green, Wall Street, Trinity Church, One Liberty Plaza, Woolworth Building och New Yorks stadshus. Härifrån fortsätter vägen vidare genom stadsdelen Tribeca, över Canal Street vidare genom SoHo (South of Houston Street) och över Houston Street genom NoHo (North of Houston Street).

### Flatiron District och Theater District
Norr om 10th Street viker vägen av diagonalt genom det rätvinkliga gatunätet och passerar Union Square. Vid Madison Square ligger det kända landmärket Flatiron Building i korsningen med Fifth Avenue och 23rd Street och har även givit namn till det omkringliggande shoppingdistriktet i Flatiron District.
Vid West 34th Street och korsningen med Sixth Avenue ligger Herald Square och varuhuset Macy's. Times Square ligger omkring korsningen med Seventh Avenue och sträcker sig ungefär från 42nd till 47th Street, med de kända omkringliggande teaterkvarteren som Broadway givit namn åt.

### Upper West Side
I cirkulationsplatsen Columbus Circle korsar Broadway Eighth Avenue i sydvästra hörnet av Central Park. Härifrån fortsätter Broadway norrut längs Upper West Side. I korsningen med Columbus Avenue ligger kulturcentret Lincoln Center. Från 79th till 103rd Street löper Broadway huvudsakligen parallellt med det rätvinkliga gatunätet innan den åter viker av västerut och förenas med West End Avenue vid 108th Street. I korsningen med 112th Street ligger Tom's Restaurant, känd från TV-serien Seinfeld, och härifrån tar Columbia Universitys campusområde i Morningside Heights upp ett tiotal kvarter norrut. Norr om universitetet passerar Broadway genom Hamilton Heights och Washington Heights på norra Manhattan.

## Broadways fortsättning norrut som Route 9
Broadway är från Washington Heights på norra Manhattan och vidare norrut skyltad som den federala landsvägen U.S. Route 9. Den korsar Harlem River vid Manhattans norra ände över till Bronx på sin väg norrut och fortsätter under namnet Broadway genom Yonkers, Hastings-on-Hudson, Dobbs Ferry, Tarrytown och Sleepy Hollow. Vid Sleepy Hollows norra stadsgräns fortsätter Route 9 vidare norrut i riktning mot Poughkeepsie och Albany under andra gatunamn.

## Teater på Broadway
Broadway är också synonymt med New Yorks teaterscen. Gatan löper igenom ett stort teaterdistrikt som sedan 1850-talet varit säte för de flesta av stadens teaterbyggnader och som har sitt centrum vid Times Square och 42nd Street. De flesta ligger dock fysiskt inte på själva Broadway, utan i närheten på korsande sidogator.